# Kota Mori
Kota Mori (født 13. juni 1997) er en japansk fodboldspiller, som spiller for den japanske fodboldklub Ventforet Kofu.